# NordseeMuseum Husum
NordseeMuseum Husum (tysk) eller Nordsø Museet Husum (dansk) er Nordfrislands og Husum bys centrale museum. Museet består af et kulturhistorisk og et kunsthistorisk emneområde. 
Folkesagnet om den sunkne by Rungholt på Strand danner optakten til emneområde Liv ved kysten. Udstillingen dokumenterer ved hjælp af fund fra vadehavet, store modeller af diger og tidevandet samt historiske landkort havets omskabende indflydelse på det nordfrisiske landskab og viser sammenhængen mellem det maritime, historiske og kulturelle udvikling i Nordfrisland. Separate områder fokuserer på enkelte aspekter som kystbeskyttelse, folkelivet i Nordfrisland, livet på halligerne og naturens verden. 
Museet råder blandt andet over en rekonstrueret sømandsstue fra Før i målestok 1:1, nordfrisiske folkedragter og en dokumentation om digebygningens og landvindingens historiske udvikling. Der kan også lyttes til det nordfrisiske sprog, som stadig tales af op til 10.000 menesker.
Museets kunstområde omfatter især billeder af nordfrisiske malere fra 1800- og 1900-tallet samt museumsstifteren Ludwig Nissens samling af amerikansk kunst. Blandt de nordfrisiske malere kan nævnes Carl Ludwig Jessen fra Dedsbøl ved Tønder. I bygningens nederste etage befinder sig Café Brütt, hvor skulpturer af Adolf Brütt er udstillet.
Nordsømuseet befinder sig i det såkaldte Ludwig-Nissen-Hus. Huset blev oprettet i årene 1934 til 1937. Oprettelsen blev finansieret af den formue, den til Amerika udvandrede Ludwig Nissen  efterlod sin fødeby Husum efter hans død. Hans Folkets Hus blev åbnet i 1937 og udvidet i 1986. I årene 2002 til 2007 skete en stor ombygning af hele bygningskomplekset. Ombygningen kostede cirka 2,3 millioner euro. I 1986 genåbnede museet under det nuværende navn NordsøMuseet Husum. Museet har kørestolsrampe og elevator.

## Eksterne links
- Museets hjemmeside (tysk, dansk og engelsk)
- Om Nordsø Museet i Husum (dansk)

54°28′31.03″N 9°3′21.27″Ø / 54.4752861°N 9.0559083°Ø